# Salvia × sylvestris
Salvia × sylvestris es una planta herbácea perteneciente a la familia de las lamiáceas.

## Descripción
Es una hierba que alcanza un tamaño de 45-96 cm de altura, perenne. Tallos erectos, simples o ramificados, foliosos, con pelos tectores de 0,1-0,5 mm, a veces con pelos glandulíferos de  0,05-0,1 mm en la parte superior y glándulas esferoidales sésiles. Hojas simples, con limbo hasta de 11,2 × 3,7 cm, de oblongo a oblongo-lanceolado, crenado, agudo o subagudo, haz y envés verdes, con pelos tectores de 0,1-0,5(1) mm y glándulas esferoidales sésiles dispersas en el envés, de cordado a redondeado en la base; pecíolo de las hojas basales 4,5 cm; hojas superiores sésiles, subamplexicaules. Inflorescencia de 45 cm, simple o ramificada, con verticilastros de 4-6 flores, ± próximos. Brácteas 5-18 × 3-9 mm, anchamente ovadas, las inferiores verdes, las intermedias y superiores color violeta o púrpura violeta, persistentes, con pelos tectores de 0,1-1,5 mm y glándulas esferoidales sésiles. Flores con pedicelos de 1,5-3 mm, no comprimidos, erecto-patentes. Cáliz 6-9,2 mm, bilabiado, campanulado, con pelos tectores de 0,1-1,5 mm, a veces con pelos glandulíferos de c. 0,05-0,1 mm y glándulas esferoidales sésiles; labio superior cóncavo en la fructificación, tridentado, con dientes de 1,5-2,5 mm, subiguales, triangulares, no espinescentes; labio inferior bidentado, con dientes de 2,5-4,1 mm, triangular- lanceolados, no espinescentes. Corola de 9-13 mm, color violeta o azul violeta; tubo 5,5-6,5 mm, ± recto, sin anillo de pelos en su interior, sin gibosidad o invaginación en su parte ventral; labio superior ± falcado. Estambres con conectivo más largo que el filamento, con la rama superior más larga que la inferior; teca inferior estéril. Núculas c. 1,5-2 × 1-1,4 mm, subglobosas, color castaño. Tiene un número de cromosomas de n = 7; 2n = 14.

## Distribución y hábitat
Se encuentra en prados, herbazales, barbechos y ribazos en substratos calizos o silíceos; a una altitud de  910-1750 metros en el E y C de Europa y W y C de Asia. En los Pirineos centrales y serranía de Cuenca en la península ibérica.

## Taxonomía
Salvia × sylvestris fue descrita por Carlos Linneo y publicado en Species Plantarum 1: 24. 1753.
Etimología
Ver: Salvia
sylvestris: epíteto latino que significa "salvaje".
Sinonimia
- Plethiosphace × sylvestris (L.) Opiz
- Salvia × alpestris Benth.
- Salvia × ambigua Celak.
- Salvia × andrzejowskii Blocki
- Salvia × asperula Benth.
- Salvia × collina Salisb.
- Salvia × danubialis Borbás
- Salvia × degenii Simonk.
- Salvia × elata Host
- Salvia × superba (Silva Tar. & C.K.Schneid.) Stapf
- Salvia × sylvestris var. superba Silva Tar. & C.K.Schneid.
- Salvia × velutina Vahl
- Sclarea × sylvestris (L.) Garsault[4][5]